# ソミュール戦車博物館
ソミュール戦車博物館（ソミュールせんしゃはくぶつかん）は、フランスのメーヌ＝エ＝ロワール県、ロワール川流域のソミュール市にある戦車博物館。現地フランス語表記での名称はMusée des Blindésとなり、日本語に直訳すると"装甲車両博物館"となる。

## 概要

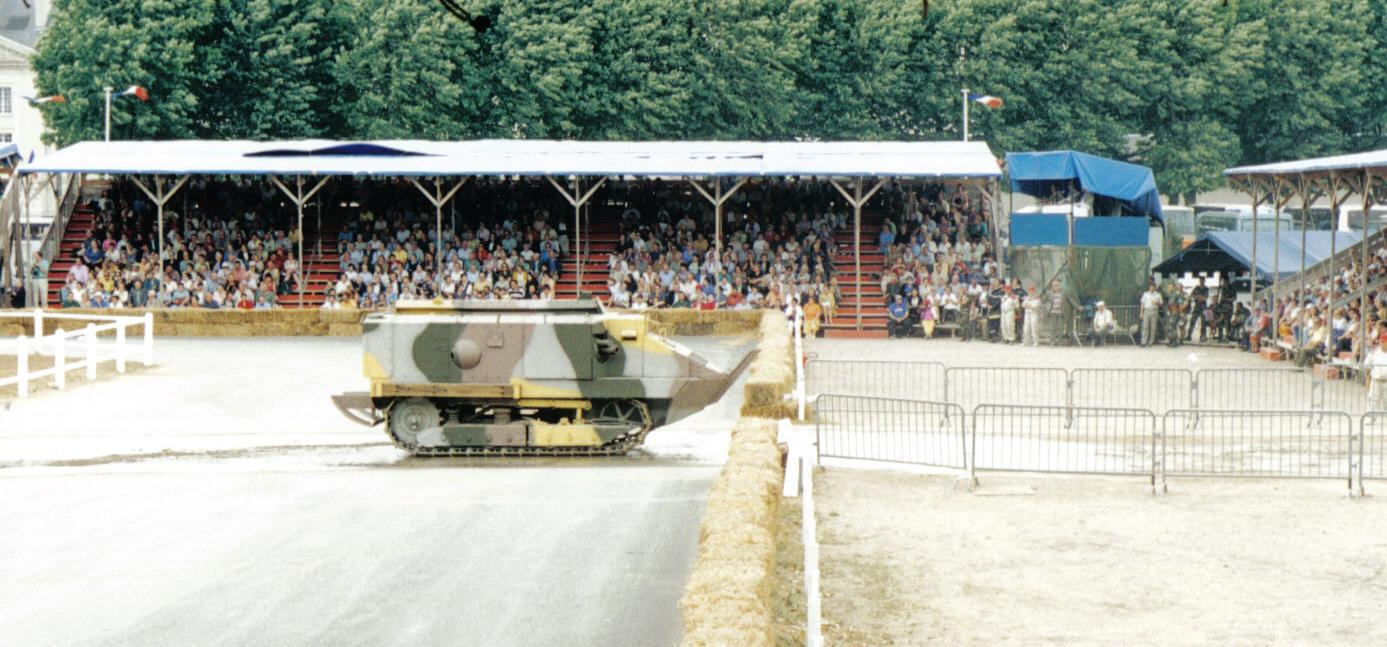
イベント「カルーセル・デ・ソミュール」で展示走行するシュナイダーCA1戦車（2000年）

ソミュール戦車博物館はアバディーン陸軍兵器博物館（アメリカ）、ボービントン戦車博物館（イギリス）、クビンカ戦車博物館（ロシア）、ラトルン戦車博物館（イスラエル）などと並ぶ世界有数の戦車博物館で、880両以上の戦車・装甲戦闘車両が保管されているが、スペースの制約によって展示されているのはそのうち約200両程度である。コレクションはフランス製のものだけでなく、世界各国の様々な時代に渡るものである。
1977年、フランス陸軍のミシェル・オーブリー大佐の主導により、機甲部隊の資料館として設立された。このため、歴代館長をはじめとする博物館スタッフは陸軍人である。オーブリー大佐の掲げた博物館のポリシーとして、可能なものはなるべく稼動する状態にレストアするというものがあり、200両以上の車両が動態保存されている。完全に稼動するティーガーII重戦車は世界でも本館の一両のみである。
毎年7月には、一般来館者に向けて所蔵車両を走行させるデモンストレーションイベントが開催されている。このイベントは「カルーセル・デ・ソミュール（Carrousel de Saumur）」と呼ばれている。
ソミュールには昔から騎兵部隊の訓練場があり、現在もフランス軍の学校（Ecole de cavalerie）がある。博物館はこの学校の教育施設としての役割も併せ持っている。
日本の出版社である大日本絵画からは、ソミュール戦車博物館の戦車や装甲車両を取材した資料写真集が「パンツァーズ・アット・ソミュール」の名称で刊行されていた。

## 展示車両の例
ソミュール博物館所蔵の装甲車両はいくつかのテーマ別の部屋に分けて展示されている。

### 第一次世界大戦
シュナイダーCA1、サン・シャモン突撃戦車、ルノー FT-17 軽戦車

### 第二次世界大戦のフランス軍車両
ルノー R35、オチキス H35、ルノーB1、ソミュア S35、FCM36

### 第二次世界大戦のドイツ軍車両
II号戦車、III号戦車、III号突撃砲、ティーガーI、ティーガーII、ヘッツァー、ルクス（II号戦車L型）

### 第二次世界大戦の連合軍車両
M3中戦車、M4中戦車、マチルダII歩兵戦車、クルセーダー巡航戦車、チャーチル歩兵戦車

### 変わった車両（キュリオシティ・ルーム）
ベスパ 150 TAP - M20 75mm無反動砲搭載のスクーター（ベスパ）

### ワルシャワ条約機構
第二次世界大戦後のソ連など東側諸国製の車両
T-54、T-62、T-72（T-72は湾岸戦争で鹵獲された車両）

### NATO
第二次世界大戦後のアメリカ、イギリスなど西側諸国製の車両
センチュリオン、チーフテン、コンカラー、M26パーシング、M47パットン、M48パットン、M60パットン、レオパルト1、レオパルト2

### 第二次世界大戦後のフランス軍車両
AMX-13、AMX-30、AMX-50、ARL-44、BATIGNOLLES-CHATILLON 25T、AMX-10RC、ルクレール